# Casa Bassas
Casa Bassas és un habitatge del municipi de Castelló d'Empúries (Alt Empordà) inclòs en l'Inventari del Patrimoni Arquitectònic de Catalunya.

## Descripció
Situada dins del nucli antic de Castelló d'Empúries, en el barri del Mercadal i en la confluència dels carrers Prat de la Riba i dels Almogàvers, formant cantonada amb el carrer de la Verge.

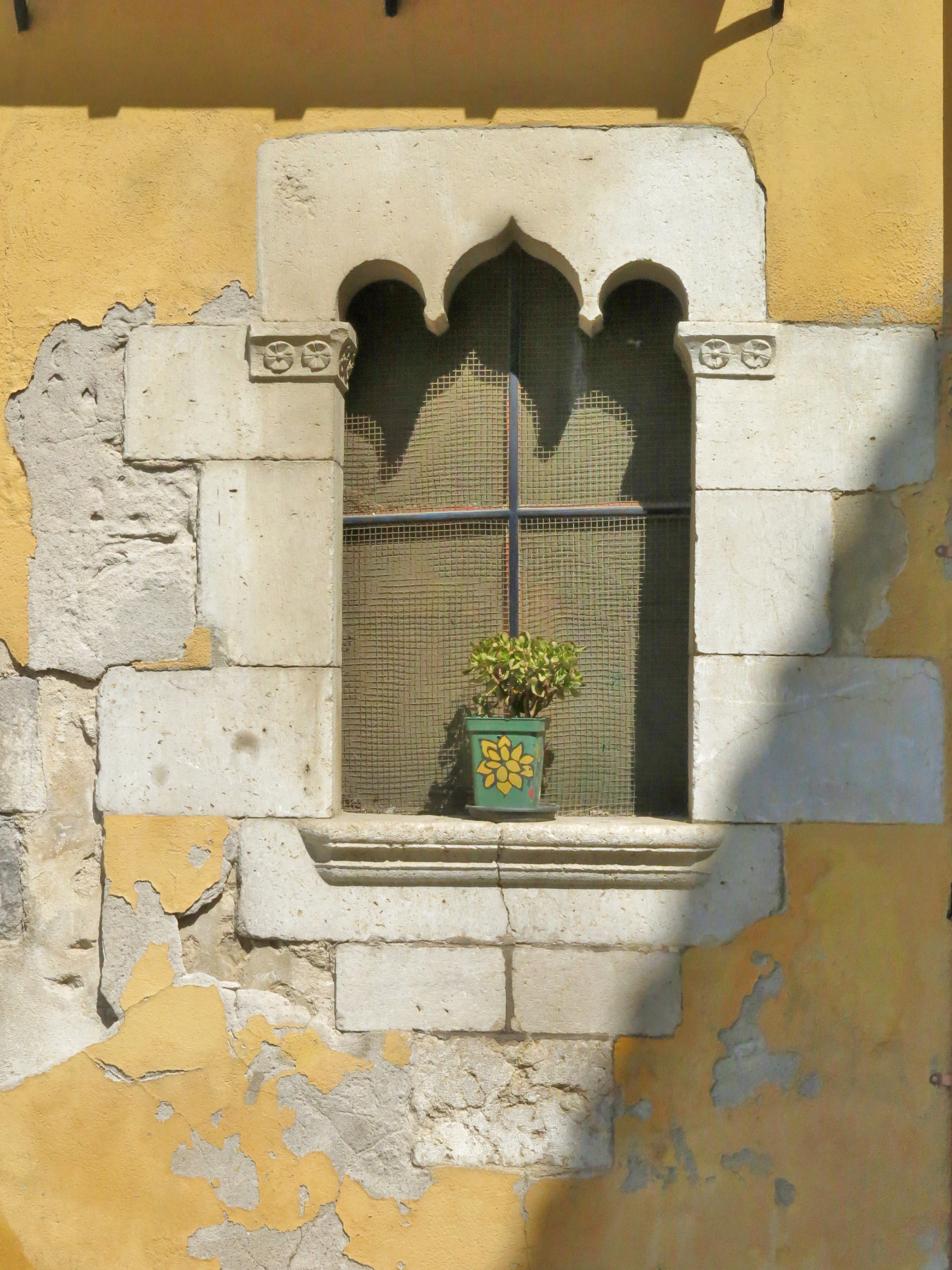
Finestra trilobulada d'arc conopial

Edifici de planta més o menys rectangular que consta de planta baixa i dues més d'alçada. De la façana principal destaca el gran portal d'arc de mig punt adovellat i, al seu costat, una finestra d'arc conopial trilobulat, amb l'ampit motllurat i els capitells decorats amb rosetes. De la primera planta destaquen els dos grans finestrals rectangulars, amb els brancals i les llindes de pedra escairada, els quals tenen sortida a dos balcons senzills amb barana de ferro. El balcó central es recolza damunt de les dovelles del portal i a la llinda s'hi pot veure una inscripció amb l'any 1595. Les obertures de la segona planta són totes tres rectangulars, sense cap element decoratiu destacable. A la cantonada amb el carrer de la Verge es conserven carreus ben escairats, els quals formaven part del parament original de l'edifici. La façana amb el carrer de la Verge es caracteritza per les finestres que la decoren, situades a la planta baixa. Es documenta una finestra amb arc conopial i dentat amb arquets, amb els capitells decorats amb motius vegetals i ampit motllurat; al seu costat una finestra d'obertura rectangular amb els brancals i la llinda de pedra escairada, i dos petits rostres esculpits que podrien fer referència als comtes d'Empúries. L'última finestra és d'obertura quadrada bastida amb quatre carreus desbastats, amb un escut en relleu a la llinda força degradat.

## Història
Pel que coneixem, l'última rehabilitació de l'edifici és del segle xix i les finestres gòtiques documentades no són originals de l'immoble.